# Billdals kyrka
Billdals kyrka är en kyrkobyggnad belägen i stadsdelen Askim, Göteborgs kommun. Den tillhör Askims församling i Göteborgs stift och Svenska kyrkan. 

## Föregångare
År 1970 började man hålla andakter och söndagsskola i församlingshemmet, som var en före detta speceriaffär. Några år senare monterades en vandringskyrka upp och byggdes byggdes samman med församlingshemmet. Vandringskyrkan flyttades från Hjällbo, där den blivit ersatt med nuvarande Hjällbo kyrka. Vandringskyrkan invigdes den 27 januari 1974 av biskop Bertil Gärtner.

## Kyrkobyggnaden
Nuvarande kyrka uppfördes 1991-1992 efter ritningar av arkitekt Magnus Wångblad, som svarade för både exteriör och interiör. Den nya kyrkan invigdes den 24 maj 1992 av biskop Lars Eckerdal.
Byggnadskomplexet bestående av kyrka och församlingslokaler har en L-formad planform, där kyrkorummet reser sig upp i vinkeln. Ytterväggarna är klädda med locklistpanel som är slamfärgad i falurött. Kyrktornet, som samtidigt utgör kyrksalens tak, dominerar både invändigt och utvändigt. 

## Inventarier
- Ett altarkrucifix är snidat i trä av Eva Spångberg.
- Ett vävt kors i koret utfört av Inga-Karin Jonsson.
- Två dörrar har målade motiv från Billdal utförda av Helmut Weber.

### Orgel
Orgeln är mekanisk och tillverkad 1994 av Hammarbergs Orgelbyggeri AB då den ersatte ett äldre instrument. Den har sjutton stämmor fördelade på två manualer och pedal.